# Чубатий аргус
Чубатий аргус (Rheinardia) — рід куроподібних птахів родини фазанових (Phasianidae). Включає 2 види. Поширені в Південно-Східній Азії (Лаос, В'єтнам і Малайзія).

## Назва
Рід Rheinardia названо на підполковника П'єра-Пола Рейнара (фр. Pierre-Paul Rheinart; 1840—1902), з Armée de terre, дослідник Лаосу в 1869 році, тимчасовий повірений у справах в Аннамі і Тонкіні у 1875—1876 та 1879—1883 роках, генерал-резидент в Аннамі у 1884 та 1888—1889 роках.

## Опис
Чубатий аргус — це великий птах, що досягає довжини 1,9-2,3 м, враховуючи довгий хвіст самців і вагою в середньому 1,5 кг. Птах коричневого кольору з білими плямами вздовж тіла. Очі і рожевий дзьоб мають широкі пучки.

## Таксономія
Незважаючи на те, що рід традиційно розглядався як один вид із двома підвидами, давно існували підозри, що йдеться про видову пару, і нещодавні докази, хоч і з використанням суперечливих критеріїв, також підтверджують розгляд кожного підвиду як окремого виду. Результатом поділу є два монотипні види. Дві форми суттєво відрізняються за оперенням, зовнішністю та вокалізацією, і обидві знаходяться під загрозою діяльності людини.
- Аргус малайський (Rheinardia nigrescens)
- Аргус чубатий (Rheinardia ocellata)